# Lichtspielhaus
Lichtspielhaus är Rammsteins andra officiella DVD, släppt i december 2003. Den innehåller alla bandets musikvideor fram till 2003, men även flera konsertinspelningar, reklamfilmer och bakom kulisserna-inspelningar från några av musikvideorna.

## Innehåll
Alla låtar är skrivna av Rammstein, förutom "Stripped" som är skriven av Martin Lee Gore.

### Videor (Vorführung)
1. "Du riechst so gut"
2. "Seemann"
3. "Rammstein"
4. "Engel"
5. "Du hast"
6. "Du riechst so gut '98"
7. "Stripped"
8. "Sonne"
9. "Links 2-3-4"
10. "Ich will"
11. "Mutter"
12. "Feuer frei!"

### In Concert-highlights (Aufführung)
- 100 Jahre Rammstein Arena Berlin 1996

1. "Herzeleid"
2. "Seemann"

- Philipshalle Düsseldorf 1997

1. "Spiel mit mir"

- Rock am Ring Festival 1998

1. "Heirate mich"
2. "Du hast"

- Live aus Berlin Wuhlheide 1998

1. "Sehnsucht" (studioversionen redigerat över liveuppträdandet)

- Big Day Out Festival Sydney 2001

1. "Weisses Fleisch"
2. "Asche zu Asche"

- Velodrom Berlin 2001

1. "Ich will"
2. "Links 2-3-4"

### Making of (Dreharbeiten)
1. "Du hast"
2. "Du riechst so gut '98"
3. "Sonne"
4. "Links 2-3-4"
5. "Ich will"

### TV-Trailer (Reklame)
1. "Achtung Blitzkrieg!"
2. "Du hast"
3. "Links 2-3-4"
4. "Mutter"